# Dinotrema fungicola
Dinotrema fungicola är en stekelart som först beskrevs av Vladimir Ivanovich Tobias 1992.  Dinotrema fungicola ingår i släktet Dinotrema och familjen bracksteklar. Inga underarter finns listade i Catalogue of Life.